# Выборы в Совет Безопасности ООН (2004)

Члены Совета безопасности ООН после выборов 2004 года.

Выборы в СБ ООН прошли 15 октября 2004 года на 59 ГА ООН в Штаб-квартире ООН.
Новыми непостоянными членами Совета безопасности ООН на 2 года избраны Танзания, Япония, Аргентина, Дания и Греция. Свою работу в Совбезе они начали с 1 января 2005 года.

## Географическое распределение
В соответствии с правилами географического распределения из непостоянных членов Совета безопасности, а также сложившейся практикой, члены избирались следующим образом: два из Африки, один из Азии, один из стран Латинской Америки и Карибского бассейна, и один из Западной Европы и других государств.

## Кандидаты
Перед голосованием, представитель Эритреи дал слово, что официально снимет кандидатуру своей страны. Страна никогда не была избрана в Совет Безопасности ООН. Следовательно, после вывода Эритреи, все свободные места будут избраны без каких-либо серьёзных соревнований. Поэтому пять признанных кандидатов легко получили необходимые 2 / 3 голосов в Генеральной Ассамблее.